# Señor de Sipán
El Señor de Sipán fue un antiguo gobernante mochica del siglo III, cultura que dominó el norte del Antiguo Perú. Sus restos fueron descubiertos en el sitio arqueológico de Huaca Rajada-Sipán (Lambayeque) en julio de 1987 por un equipo peruano de arqueólogos liderado por Walter Alva y Luis Chero Zurita, así como la antropóloga Susana Meneses.
Este hallazgo marcó un importante hito en la arqueología del continente americano porque, por primera vez, se halló intacto y sin huellas de saqueo un entierro real de una civilización precolombina del antiguo Perú anterior a los incas. El ataúd de madera en que fue enterrado fue el primero en su tipo que se encontró en América y reveló la magnificencia y majestuosidad del único gobernante y guerrero del antiguo Perú encontrado hasta la fecha de su descubrimiento, cuya vida transcurrió alrededor del año 250 de nuestra era.

## Ubicación
Su descubrimiento se realizó en el centro poblado de Sipán en Chiclayo (Lambayeque), anexo de Saltur del distrito de Zaña; perteneció a la cultura Mochica que rendía culto al dios Aiapaec como divinidad principal, y también adoraron al mar y la Luna.
Encontramos dentro de la cultura moche dos áreas geográficas: los mochica del norte y los mochica del sur.
Los mochica del sur ocuparon los valles sureños de la costa norte de los andes centrales: valle de Culebras, valle de Huarmey, valle de Chancay, valle de Casma, valle de Nepeña, valle del Santa, valle de Virú y valle de Moche.
Los mochica del norte ocuparon los valles más norteños: valle de Jequetepeque, valle de Zaña, valle de Chicama, valle de Lambayeque.

## Hallazgo
Alrededor de 600 objetos fueron recuperados en la tumba del Señor de Sipán. Sobresalen la vestimenta, que medía aproximadamente 1.67 m, los tres pares de orejeras de oro y crisocola o el collar formado por veinte frutos de maní, de los cuales diez están elaborados en plata y otros diez en oro, aludiendo a la dualidad presente en la cosmovisión mochica. Se trata de un símbolo religioso de los dioses principales, el Sol y la Luna, y hace referencia a la visualización de ambos dioses en el firmamento en un momento del día. Es decir, el perfecto equilibrio deseado, según la mitología mochica. Además el maní significaba el comienzo o el renacer.
Junto a los del Señor de Sipán se encontraron restos de otros ocho individuos, tres mujeres, cuatro hombres y un niño. Se cree que las mujeres podrían haber sido concubinas, mientras que los hombres han sido interpretados como un jefe militar, un vigía y un soldado, este último con los pies amputados. Además, se hallaron restos de dos llamas y un perro.

## El sacerdote y el Viejo Señor de Sipán
Debajo de la tumba del Señor de Sipán se encontraron otras dos, la del sacerdote y la del Viejo Señor de Sipán.
En la del sacerdote, se hallaron piezas que indicaban que sería uno de los principales personajes en la jerarquía religiosa de la civilización mochica. Este sacerdote, por los análisis de ADN efectuados, fue contemporáneo al Señor de Sipán. En las piezas que le acompañaban destacan, además de símbolos religiosos como el sol y la luna, la copa o el cuenco destinados a los sacrificios, una corona de cobre bañada en oro y adornada con un búho con sus alas extendidas y otros elementos para el culto a la Luna y el Sol. La presencia de este personaje hace suponer que los mochicas eran gobernados mediante un estado teocrático.
Por los mismos análisis de ADN, se ha probado que con una diferencia de cuatro generaciones, el Viejo Señor de Sipán era un antepasado directo del mismo Señor de Sipán, por lo que se podría pensar en una alta jerarquía hereditaria.

## Pruebas de ADN
Apoyándose en los exámenes de ADN y arqueológicos realizados, se ha podido establecer las características del Señor de Sipán como el color de su piel, su tipo de labios, cabello, ojos y otros rasgos de su fisonomía.[cita requerida] Igualmente, se pudo establecer su edad, por lo que la reconstrucción realizada corresponde a la de este gobernante tal cual fue.[cita requerida] Era Rh negativo, lo cual indica que tenía un tipo de sangre poco común.[cita requerida]

## Museo

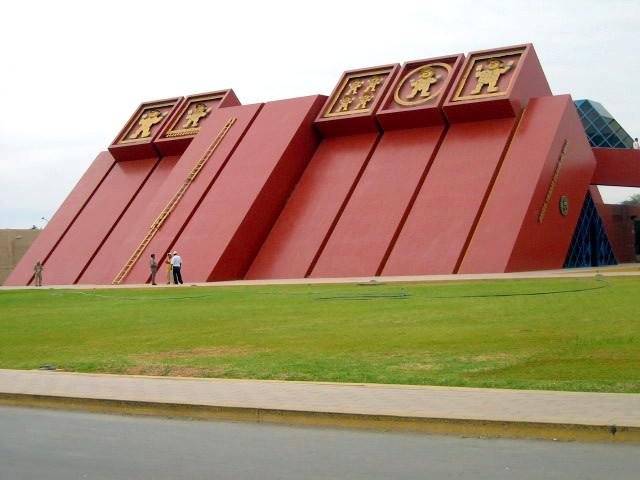
Museo Tumbas Reales de Sipán.

Vista la importancia del hallazgo, Walter Alva impulsó la construcción del Museo Tumbas Reales de Sipán, que fue inaugurado en el 2002. Está ubicado en Lambayeque, y su edificación se inspiró en las antiguas pirámides truncadas de la prehispánica Civilización Moche (siglo I a VII d. C.). El museo custodia más de dos mil piezas de oro.
Sin lugar a dudas, el principal atractivo es la tumba del Señor de Sipán, con sus acompañantes y sus respectivos ajuares funerarios. En algunos museos de Lima y en el Palacio de Gobierno existen salas donde se encuentran y exponen alguna ropas, armas, etc, del Señor de Sipán y hasta una forma no original de su tumba, como está organizada y su estructura.

## Documental

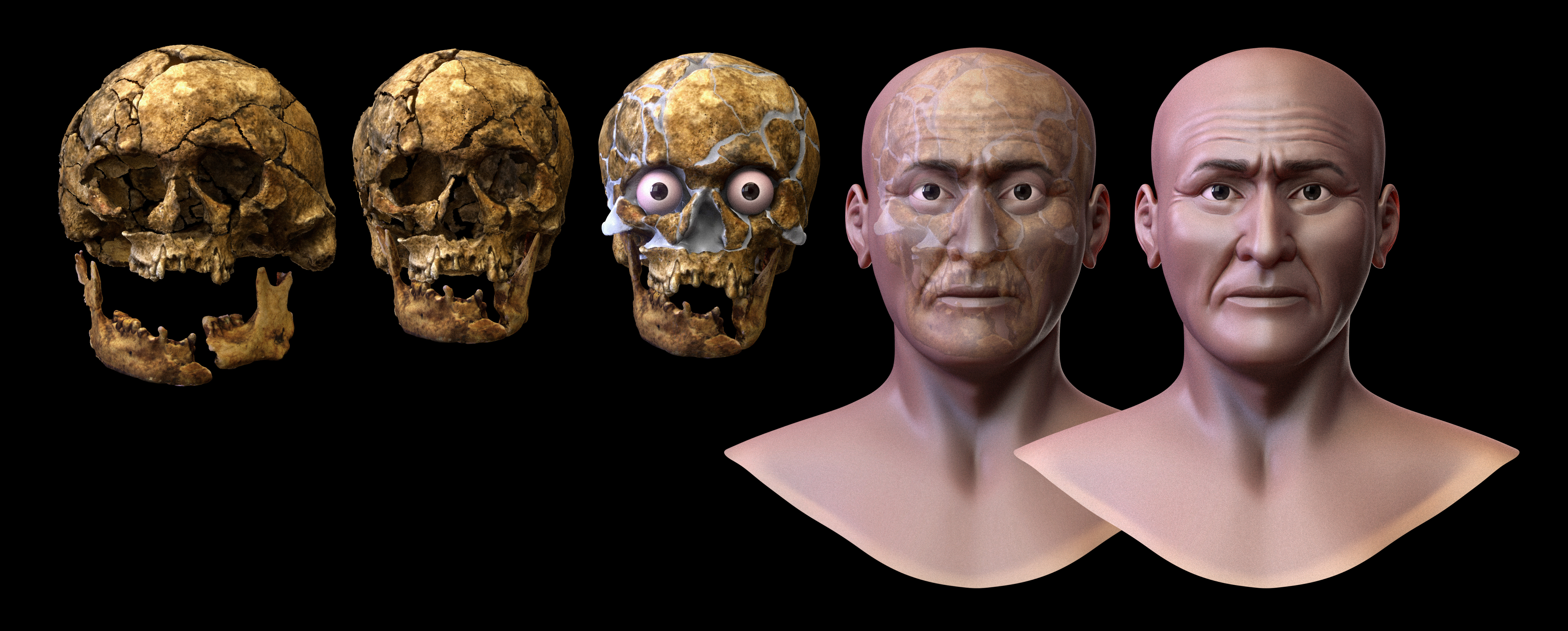
Pasos de la reconstrucción facial forense del Señor de Sipán.

En 2008 el periodista y cineasta español José Manuel Novoa dirigió el documental Las Tumbas Reales del Perú, sobre el descubrimiento de la tumba y los restos del Señor de Sipán, contando con el apoyo del propio Walter Alva. El documental, producido por Explora Films, El Deseo y RBA Audiovisuales, se considera uno de los más ambiciosos que jamás se hayan hecho en España sobre arqueología. Además, durante el rodaje del mismo, se excavó la tumba número 14 de la plataforma funeraria de Sipán, por lo que el espectador es testigo de todo el proceso de excavación y desenfardado de una momia de la época preincaica.